# Xã South Cedar, Quận Saunders, Nebraska
Xã South Cedar (tiếng Anh: South Cedar Township) là một xã thuộc quận Saunders, tiểu bang Nebraska, Hoa Kỳ. Năm 2010, dân số của xã này là 245 người.